# Alessandro Duè
Alessandro Duè (ur. 10 lipca 1913 w Pizie) – włoski piłkarz, grający na pozycji napastnika.

## Kariera piłkarska
W 1930 rozpoczął karierę piłkarską w drużynie Pisa. W sezonie 1936/37 bronił barw Juventusu. Następnie do 1941 występował w klubach Bari i Trani.

## Sukcesy i odznaczenia

### Sukcesy klubowe
Pisa
- mistrz Prima Divisione: 1937/38